# آرثر إيفانز (كاتب)
آرثر إيفانز (بالإنجليزية: Arthur Evans)‏ هو كاتب أمريكي، ولد في 12 أكتوبر 1942 في يورك في الولايات المتحدة، وتوفي في 11 سبتمبر 2011 في سان فرانسيسكو في الولايات المتحدة.

## وصلات خارجية
- آرثر إيفانز على موقع IMDb (الإنجليزية)